# Măgureni, Călărași
Măgureni (în trecut, Pârlita) este un sat în comuna Sărulești din județul Călărași, Muntenia, România.